# District de Canaries
Pour les articles homonymes, voir Canaries (homonymie).
Le district de Canaries est l'un des dix districts de Sainte-Lucie.
Il a été créé à partir du district d'Anse-la-Raye en 2014.

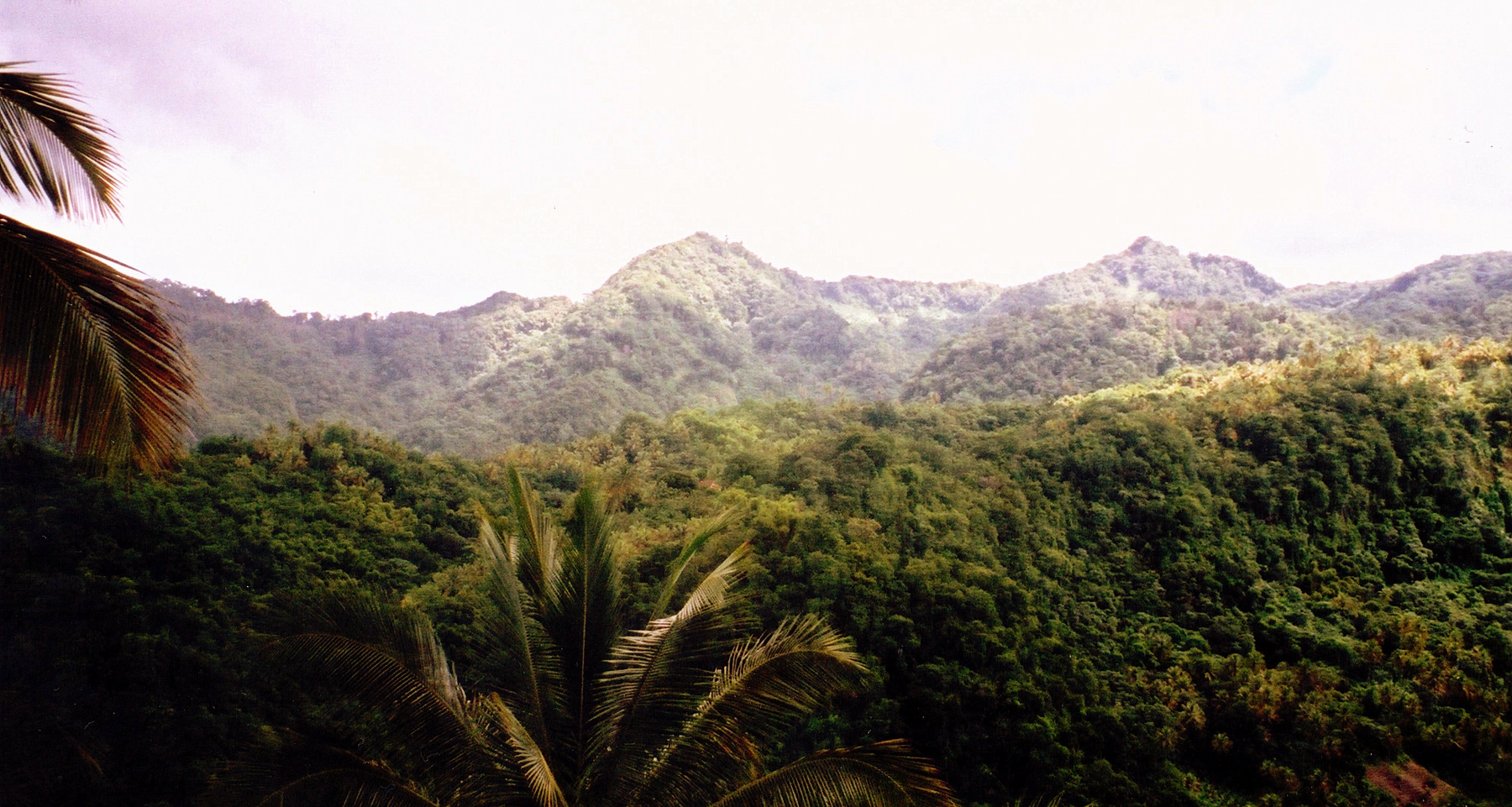
Forêt tropicale dans le quartier des Canaries.